# Muzeum Łemkowska Zagroda "Dziubyniłka"
Muzeum Łemkowska Zagroda "Dziubyniłka" – niewielki skansen we wsi Gładyszów (Beskid Niski) stanowiący rekonstrukcję tradycyjnej zabudowy łemkowskiej, zaliczany do tzw. "muzeów domowych"; stworzony przez Jana i Danutę Dziubynów.

## Opis
W skład Zagrody wchodzą:

### budynek mieszkalno-gospodarczy (chyżazostała rozebrana i przeniesiona z sąsiedniej wsi)
W części mieszkalnej znajduje się tradycyjny gliniany piec (służący m.in. do wypieku chleba i podpłomyków), meble, sprzęty gospodarstwa domowego oraz kobiece i męskie stroje ludowe. Natomiast w części gospodarczej znajdują się narzędzia, sprzęty rolnicze i rzemieślnicze (np. do obróbki lnu, drewna, zbóż czy skóry).

### dwa spichlerze
W jednym z nich stoi odtworzona (na podstawie przekazu olejarza łemkowskiego) tradycyjna olejarnia taranowa do tzw. „bicia” oleju lnianego metodą sprzed 100 lat.

### kierat[2][3]
Część eksponatów ma unikatowy charakter. Przykładem jest żeliwny piec do palenia kawy zbożowej, który wyprodukowano w rzeszowskiej Fabryce Zweiga (prawdopodobnie jest to jedyny zachowany egzemplarz).
Podczas zwiedzania skansenu można posługiwać się prezentowanymi narzędziami.
Muzeum jest wpisane w Ogólnopolską Sieć Zagród Edukacyjnych z warsztatami tematycznymi. Warsztaty (dla różnych grup wiekowych) oferowane przez gospodarzy to:
1. "Życie na wsi 100 lat temu"
2. "Jak babcia chleb piekła..."
3. "Len żywił i ubierał"

## Historia
Właścicielami muzeum są emerytowani nauczyciele – Danuta i Jana Dziubynowie. Wykorzystując swoje łemkowskie pochodzenie, zaczynali od zebrania pamiątek rodzinnych. Stopniowo powiększali kolekcję, kupując kolejne zabytkowe przedmioty. W 2012 roku przenieśli z sąsiedniej wsi łemkowską chyżę, w której wyeksponowali zgromadzone zbiory.